# Geoffrey C. Lambert
Geoffrey C. Lambert (* um 1950) ist ein pensionierter Generalmajor der United States Army. Er war unter anderem Kommandeur der United States Army John F. Kennedy Special Warfare Center and School.
Lambert wuchs in Inman im McPherson County in Kansas auf. Von 1969 bis 1971 diente er als einfacher Soldat im US-Heer. Über das ROTC-Programm der University of Oklahoma gelangte er im Jahr 1973 in das Offizierskorps des US-Heeres. Dort wurde er als Leutnant der Infanterie zugeteilt. In der Armee durchlief er anschließend alle Offiziersränge vom Leutnant bis zum Zwei-Sterne-General.
Im Lauf seiner militärischen Karriere absolvierte Geoffrey Lambert verschiedene Kurse und Schulungen. Dazu gehörten unter anderem die School of the Americas, der Special Forces Qualification Course, der Ranger Course, der Infantry Basic Course, der Infantry Advanced Course, das Command and General Staff College und das United States Army War College. Außerdem erhielt er akademische Grade von der University of Oklahoma und dem McPherson College.
In seinen jüngeren Jahren absolvierte er den für Offiziere in den niederen Rangstufen üblichen Dienst in unterschiedlichen Einheiten und Standorten. Dazu gehörten auch Aufgaben als Stabsoffizier in verschiedenen Hauptquartieren. Er kommandierte militärische Einheiten auf verschiedenen Ebenen und widmete sich im Lauf seiner Karriere den Sondereinheiten (Special Forces). Dabei war er unter anderem in El Salvador, Panama, im Irak, in Afrika, Bosnien und Afghanistan eingesetzt.
Im Jahr 2001 war er Stabsoffizier in der Abteilung für Operationen (Director, Center for Operations, Plans and Policy, United States Special Operations Command) beim United States Special Operations Command, das auf der MacDill Air Force Base in Florida ansässig ist. Anschließend erhielt er das Kommando über das 1st Special Forces Command das in Fort Bragg dem heutigen Fort Liberty in North Carolina sein Hauptquartier hat. Dieses Amt bekleidete er bis zum Jahr 2003. Diese Zeit war überschattet von den Ereignissen nach den Terroranschlägen am 11. September 2001 in die auch Lambert einbezogen wurde. Er war zwischenzeitlich mit seiner Einheit in Afghanistan eingesetzt, wo er gegen die Taliban kämpfte. Außerdem nahm er für einige Zeit am Irakkrieg teil und er war mit seinen Sondereinheiten auf den Philippinen an der Bekämpfung des Terrorismus beteiligt. Hinzu kam ein Einsatz in Kolumbien.
Im Juli 2003 wurde Geoffrey Lambert als Nachfolger von William G. Boykin mit der Leitung der United States Army John F. Kennedy Special Warfare Center and School betraut. Diese Aufgabe nahm er bis zum Juni 2004 wahr als er von James W. Parker abgelöst wurde. Anschließend schied er aus dem aktiven Militärdienst aus.
Seit seiner Pensionierung ist Lambert unter anderem als Berater für verschiedene Firmen tätig. Außerdem wirkte er an militärisch-strategischen Planungen der amerikanischen Regierung mit.

## Orden und Auszeichnungen
Geoffrey Lambert erhielt im Lauf seiner militärischen Laufbahn unter anderem folgende Auszeichnungen:
- Defense Distinguished Service Medal
- Defense Superior Service Medal
- Legion of Merit
- Defense Meritorious Service Medal
- Southwest Asia Service Medal
- Armed Forces Expeditionary Medal
- NATO-Medaille
- Ehrenzeichen der Bundeswehr (Golden Cross of Honor)